# إيملي كارول
إيملي كارول هي فنانة قصص مصورة كندية، ولدت في يونيو 1983 في لندن في كندا.

## وصلات خارجية
- الموقع الرسمي